# Prymnesiaceae
A Prymnesiaceae a Haptista Haptophytina csoportja Prymnesiophyceae rendjének családja a Prymnesialesben.

## Történet
Conrad 1926-ban írta le, de leírása nem bizonyult teljesnek, ezért O. C. Schmidt 1931-ben kiegészítette leírását.
A Prymnesium neolepist, az első szilikáttartalmú Haptophytina-fajt 2011-ben fedezték fel Josida  et al.

## Genetika
Egyes fajai, például a Prymnesium neolepis a kovamoszatokhoz hasonló szilíciumtranszporterek révén szilikátpikkelyeket alkotnak. A P. neolepis az első ismert magas szilikátarányú Haptophytina-faj, de a P. polylepis is képes szilikáttermelésre.

## Filogenetika
A 18S rRNS V4 hiperváltozó régiójának és a 28S rRNS D1 és D2 szakaszának megfelelő Haptophytina-specifikus primerek alapján az egyik legtöbb operatív taxonómiai egységet (OTU) tartalmazó Haptophytina-család Norvégiában: 42 OTU-t azonosítottak Gran-Stadniczeñko  et al., ennél csak a Chrysochromulinaceae rendelkezett többel – 52-vel.

## Biokémia
19′-Butanoiloxifukoxantint és 19′-hexanoiloxifukoxantint használ pigmentként. A P. parvum ezenkívül fukoxantint is termel, ezért angolul gyakran nevezik aranymoszatnak (angolul: golden alga) is.

## Ökológia
Elsősorban sekély területeken található például a Mexikói-öbölben, ahol a Haptista egyik leggyakoribb kládja. Oligotróf óceáni területeken a Braarudosphaera bigelowiival együtt gyakran fordul elő. Február és április közt a Haptophytina-közösség leggyakoribb tagja a Skagerrak területén.
Mixotróf, eurihalin, euriterm klád (például a P. parvum 3–30‰ sótartalmú és 2–30 °C közti vízben él).
Az egyik leggyakoribb nem meszesülő Haptophytina-csoport június és szeptember közt Norvégiában.

## Életciklus
A Platychrysis kivételével, ahol amőboid sejtekből alakulnak ki a rajzósejtek, tagjai tenyészetben ostorosok. Nyugvó ciszták ismertek a Prymnesiumban. A P. polylepis korábbi feltételezések szerint haplodiploid életciklusú volt, de 1996-os citometriai elemzések szerint azonos mennyiségű DNS található a két morfológiai állapotban.

## Jelentőség
Egyes fajai – például a P. parvum – stressz hatására poliéter toxinokat, primnezineket termelnek, nagy virágzáskor jelentős gazdasági károkat okozva. A legtöbb toxigén Prymnesiophyceae-faj a Prymnesiaceae tagja.
Baktériumokkal csökkenthető virágzása.